# Seznam představitelů Hodkovic nad Mohelkou
Seznam představitelů Hodkovice nad Mohelkou je zpracovaný od začátku 19. století, před tím mělo městečko Hodkovice starosty (tato funkce byla ovšem nazývána různě), nicméně úplný soupis nebyl publikován.

## Starostové
- 1668–1676 Jan Pazelt (Patzelt)

- (1692) Martin Schön
- (1717) Johann Prager
- (1746) konzulové Wenzel Zimmer a Wenzel Hütter
- (1768) Josef Hauk

- 1792–1801 Joachim Brosche
- 1801–1813 Josef Hauk
- 1813–1821 Ferdinand Spietschka
- 1821–1845 Josef Blaschka
- 1845–1851 Vincenz Spietschka
- 1851–1854 Ignaz Baumheier
- 1854–1871 Karl Hofrichter
- 1871–1873 Adolf Pilz
- 1879–1882 Fedinand Baumheier
- 1882–1901 Johann Kirchhof
- 1901–1923 Adolf Kirchhof († 8. 3. 1923)
- 1923 František Košek (doplňovací volby po úmrtí předchozího)
- 1923–1939 Berthold Škoda
- 1939–1945 Gustav Lorenz[1][2]

## Předsedové MNV
- květen-červen 1945 Josef Horna (národní socialisté)
- červen-září 1945 Václav Zemek (národní socialisté)
- 1945–1950 František Moc (KSČ)
- 1950–1957 Otakar Pírko (KSČ)
- 1957–1960 Stanislav Škeřík (KSČ)
- 1960–1961 Slavomír Jágr (KSČ)
- 1961–1964 Jaroslav Smutný (KSČ)
- 1964–1970 Otakar Pírko
- 1971– [nejméně 1974] Jan Prokeš[3]

## Starostové
- 1991–1994 Josef Havlík
- 1994–2014 Antonín Samek
- od 2014 Markéta Khauerová